# 802 Epyaxa
Epyaxa (asteroide 802) é um asteroide da cintura principal, a 2,0232584 UA. Possui uma excentricidade de 0,078908 e um período orbital de 1 189,08 dias (3,26 anos).
Epyaxa tem uma velocidade orbital média de 20,09641368 km/s e uma inclinação de 5,20676º.
Este asteroide foi descoberto em 20 de Março de 1915 por Max Wolf.